# Kaukuanjärvi
Kaukuanjärvi är en sjö i Finland. Den ligger i kommunen Posio i landskapet Lappland, i den nordöstra delen av landet, 700 km norr om huvudstaden Helsingfors. Kaukuanjärvi ligger 233,4 meter över havet. Den är 14 meter djup. Arean är 13,02 kvadratkilometer och strandlinjen är 33,47 kilometer lång. Sjön  ingår i Ijo älvs huvudavrinningsområde.   Den sträcker sig 5,8 kilometer i nord-sydlig riktning, och 9,8 kilometer i öst-västlig riktning.
I övrigt finns följande vid Kaukuanjärvi:
- Hangasjärvet (en sjö)
- Kaukuajoki (ett vattendrag)
- Kurkijoki (ett vattendrag)
- Tervajärvi (en sjö)
- Valkainen (en sjö)